# Sean Morley
Sean Allen Morley (* 6. März 1971 in Oakville, Ontario, Kanada), besser bekannt unter seinem Ringnamen Val Venis, ist ein kanadischer Wrestler.  Sein bisher größter Erfolg war der zweifache Erhalt des WWF Intercontinental Champion Titels bei World Wrestling Entertainment.

## Karriere
In den frühen 1990ern begann Morley mit dem Wrestling. Sein damaliger Trainer war Dewey Robertson. 1991 trat er in kanadischen Independent-Ligen an, wurde jedoch schon bald auch international tätig. Er trat für All Japan Pro Wrestling in Japan und Consejo Mundial de Lucha Libre in Mexiko an.
1998 unterschrieb er einen Vertrag mit der WWE, welche ihm das Gimmick eines Pornostars gab. Ab diesem Zeitpunkt trug er den Ringnamen Val Venis. Seinen ersten Kampf in der WWE gegen Scorpio konnte er mit einem Sieg beenden.
1999 hatte er eine Fehde mit dem damaligen Intercontinental Champion Ken Shamrock, welchem er den Titel abnehmen konnte. Bereits wenige Wochen später verlor er den Titel jedoch wieder. Bei Armageddon 1999 konnte er in einem Triple Threat Match gegen The British Bulldog and D’Lo Brown den WWF European Titel gewinnen.
Im Jahr 2000 änderte man sein Aussehen – kurze Haare, weiße Stiefel. Im Juli konnte er erneut Intercontinental Champion werden. Noch im selben Jahr wurde er auch Mitglied des Stables Right to Censor, bestehend aus Val Venis, Ivory, Steven Richards, The Godfather und Bull Buchanan.
Nach einem Unfall bei einem Motorradrennen musste er eine kurze Verletzungspause einlegen. Beim Royal Rumble 2002 kam er zurück. Nach zwei kurzen Fehden gegen Steve Austin und Mr. Perfect wurde er von RAW zu SmackDown geschickt. Im Juli 2002 musste er erneut eine längere Verletzungspause einlegen, nachdem in einer Turnhalle in Australien ein Turngerät auf ihn gefallen war.
Im September 2002 kehrte er zurück zu SmackDown, wo er in Dark Matches eingesetzt wurde. Am 18. November desselben Jahres machte er sein TV-Comeback unter seinem bürgerlichen Namen Sean Morley. Im März 2003 wurde er mit Lance Storm World Tag Team Champion.
2004 wurde Morley fast ausschließlich als Edeljobber eingesetzt. Ende 2005 gründete man ein Tag Team mit Viscera. Nach einigen Tag-Team-Titelkämpfen zog er sich laut Storyline eine Armverletzung zu. Die dadurch entstandene Pause ermöglichte ihm seine realen Ellbogenprobleme auszukurieren.
Nach seinem Comeback bei RAW begann er eine Fehde mit Santino Marella. Während dieser Fehde wurde er von Marella erneut verletzt. Am 10. Januar 2009 wurde er seitens der WWE aufgrund von Sparmaßnahmen entlassen.
Am 4. Januar 2010 gab Sean Morley sein Debüt bei Total Nonstop Action Wrestling unter seinem richtigen Namen. Jedoch gab er bereits am 5. März desselben Jahres bekannt, TNA wieder verlassen zu haben.

## Sonstiges
- Morley studierte an der London School of Economics.
- Vor seiner Wrestlingkarriere wollte er Helikopterpilot werden.

## Erfolge
- World Wrestling Entertainment

- 2× WWF Intercontinental Champion
- 2× World Tag Team Champion (mit Lance Storm)
- 1× WWF European Champion

- World Wrestling Council

- 4× WWC Puerto Rico Tag Team Champion (2× mit Shane Sewell, 1× mit Rex King und 1× mit Ricky Santana)
- 2× WWC Television Champion

- Consejo Mundial de Lucha Libre

- 1× CMLL World Heavyweight Champion

- Weitere Auszeichnungen

- 1× BWF Heavyweight Champion
- 1× NCW Heavyweight Champion
- 1× IWA Tag Team Champion (mit Ricky Santana)
- 1× HWA Tag Team Champion (mit Steve Bradley)